# Derek Keppel

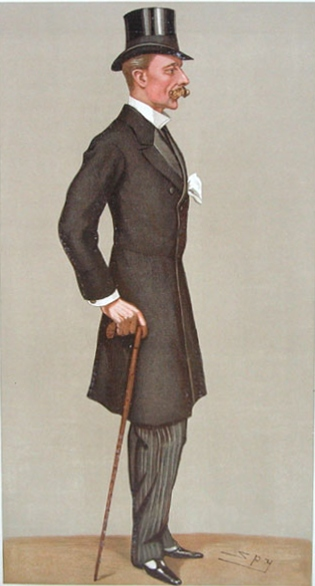
sir Derek Keppel

Derek William George Keppel (ur. 7 kwietnia 1863, zm. 26 kwietnia 1944) – brytyjski arystokrata i polityk, młodszy syn Williama Keppela, 7. hrabiego Albemarle, i Sophii MacNab, córki Allana Napiera MacNaba, premiera Prowincji Kanady.
Wykształcenie odebrał w Charterhouse School w Godalming w hrabstwie Surrey. Później wstąpił do armii i dosłużył się rangi podpułkownika Strzelców Cywilnych Księcia Walii. Służbę wojskową odbywał m.in. w Indiach.
Był adiutantem księcia Yorku w latach 1893–1910. Kiedy książę został królem jako Jerzy V, Keppel otrzymał urząd zastępcy Zarządcy Dworu i sprawował go do 1912 r., kiedy to został Zarządcą Dworu. Cały ten czas był również adiutantem króla. W 1936 r. sprawował oba te urzędy na dworze następcy Jerzego, Edwarda VIII. W latach 1937–1944 był adiutantem króla Jerzego VI.
Keppel był kawalerem wielu orderów i odznaczeń. W ciągu swojej długiej służby przy dworze Jego Królewskiej Mości został odznaczony Odznaką Oficerską Rezerwy Królewskiej Marynarki Wojennej, Krzyżem Komandorskim z Gwiazdą Orderu Łaźni, Krzyżem Wielkim Orderu Wiktoriańskiego, Krzyżem Komandorskim Orderu Imperium Indyjskiego i Krzyżem Kawalerskim Orderu św. Michała i św. Jerzego.
20 czerwca 1898 r. poślubił Bridget Louisę Harbord (zm. 24 września 1951), córkę Charlesa Harborda, 5. baron Suffield, i Cecilii Baring, córki Henry'ego Baringa. Derek i Bridget mieli razem trzy córki:
- Victoria Mary Joan Keppel (2 - 14 sierpnia 1899), jej chrzest był sponsorowany przez księcia i księżnę Yorku
- Anne Keppel (2 lutego 1901 - 14 lipca 1951), żona sir Philipa Broadmeada i pułkownika Beresforda Lockhart-Jervisa, nie miała dzieci
- Victoria Winifred Keppel (29 kwietnia 1905 - 9 lipca 1976)